# 둠 이터널
《둠 이터널》(Doom Eternal)은 이드 소프트웨어에서 개발하고 베데스다 소프트웍스에서 발매한 1인칭 슈팅 게임이다. 《둠 이터널》은 둠 시리즈의 2016년 리부트작인 《둠》의 정식 후속작으로, 플레이어는 전작에 이어 다시 둠 슬레이어(Doom Slayer)를 플레이 하면서 화성의 지옥으로부터 지구를 침공한 악마의 군대에 맞서 싸우게 된다. 본 게임은 2018년 일렉트로닉 엔터테인먼트 엑스포(E3)에서 최초 공개되었다.

## 반응
리뷰 애그리게이터인 메타크리틱에 의하면 《둠 이터널》은 모든 평단의 평론가들로부터 호평을 받았다. 평론가들은 캠페인, 그래픽, 전투, 사운드트랙, 스토리 등에 호평하였고, 전작보다 향상된 모습을 보여줬다고 평가하였다.